# Gran Cine Central
El Gran Cine Central fue una sala de cine de la ciudad española de Cartagena, situada en la céntrica plaza de la Merced, cuya construcción en 1880 la convierte en el edificio más antiguo de la Región de Murcia que se conserva dedicado a la proyección de películas.

## Arquitectura
La obra destaca por su fachada levantada en fábrica de ladrillo, lisa de no ser por las pilastras que se extienden por toda su altura. Terminan de aderezar la portada impostas, arcos escarzanos, marcos en pretiles y una cornisa con modillones de ladrillo doble. Francisco Javier Pérez Rojas, catedrático de Historia del Arte en la Universidad de Valencia, definió el conjunto como «una de las más hermosas muestras de la arquitectura latericia de Cartagena». Por otra parte, el anexo en la plaza de Risueño ha sido señalado como un ejemplo de racionalismo arquitectónico con particularidades expresionistas.
En cuanto al interior, la reforma de Lorenzo Ros en 1925 otorgó al inmueble un estilo neobarroco y art déco, en el que se atisban algunos detalles modernistas e influencias del arte indo-musulmán.

## Historia
La historia del edificio empieza durante el periodo de reconstrucción de Cartagena tras la Rebelión cantonal, cuando en 1880 el arquitecto Carlos Mancha Escobar construyó el edificio como plaza de abastos por encargo del empresario Ricardo Spottorno, tras demoler los vestigios del desamortizado convento de los frailes mercedarios. Mantuvo esta función por las siguientes tres décadas, acogiendo a su vez ocasionalmente las actividades políticas del Bloque de Izquierdas de José García Vaso, hasta que en el año 1916 comenzó a alternar la dedicación de mercado, restringida ahora a la mañana, con un espectáculo incipiente por la tarde, la proyección de obras cinematográficas. Fue en esa época cuando se bautizó como Gran Salón Sport.
En 1925 fue objeto de reforma por Lorenzo Ros, con el propósito de acondicionar el inmueble para darle una función exclusiva de sala de cine.
Durante la Segunda República fue escenario de nuevo de mítines políticos, tales como el acto central de la campaña del Frente Nacional para las elecciones generales de febrero de 1936, con intervenciones de los candidatos Tomás Maestre Pérez, Federico Salmón y José Ibáñez Martín, así como la presentación de los aspirantes a diputados del Frente Popular.
Durante la dictadura de Francisco Franco, el nombre del local fue cambiado en 1940 por motivos xenófobos a Gran Cine Central, que ha mantenido desde entonces, y se acometió una ampliación hacia la plaza de Risueño en 1945. Gracias a ello, para 1948 contaba con un aforo de 1320 personas, lo cual lo convertía en el segundo cine de la ciudad en cuestión de capacidad.
Sin embargo, el paso del tiempo hizo decaer el negocio de la exhibición de películas, y el Cine Central terminó por cerrar sus puertas en 2000. Su propiedad fue pasando por diversos propietarios, mientras el edificio carecía de uso e iba degradándose progresivamente. En 2010 se solicitó a la Dirección General de Bellas Artes y Bienes Culturales de la Región de Murcia su declaración como Bien de Interés Cultural, pero fue rechazada. Finalmente, en 2016 la inmobiliaria Altamira, filial del Banco Santander, lo sacó a subasta y pujaron por él Ayuntamiento de Cartagena primero y Gobierno regional después, obteniendo su tenencia el segundo, que proyecta convertirlo «en un espacio cultural de primer orden y en referente artístico en la Región».